# Edgardo Codesal Méndez
Edgardo Codesal Méndez (Montevideo, 1951. június 2. –) mexikói nemzetközi labdarúgó-játékvezető. Eredeti foglalkozása nőgyógyász.

## Pályafutása

### Nemzeti játékvezetés
Tizennégy éves korában édesapja az angliai világbajnokságon fújta a sípot. A játékvezetői vizsgát 1971-ben tette le. A küldési gyakorlat szerint rendszeres partbírói tevékenységet is végzett. 1981-ben lett az I. Liga játékvezetője. A nemzeti játékvezetéstől 1990-ben vonult vissza. 
Mottója: Ha valaki felér a csúcsra, annak elég bátornak kell lennie ahhoz, hogy azt mondja, elég! Játékvezető annál többet nem érhet el, mint hogy a világbajnoki döntőben működhessen.[forrás?]

### Nemzetközi játékvezetés
A Mexikói labdarúgó-szövetség Játékvezető Bizottsága (JB) terjesztette fel nemzetközi játékvezetőnek, a Nemzetközi Labdarúgó-szövetség (FIFA) 1983-tól tartotta nyilván bírói keretében. A FIFA JB központi nyelvei közül a spanyolt és az angolt beszéli. Több nemzetek közötti válogatott és klubmérkőzést vezetett, vagy működő társának partbíróként segített. FIFA JB besorolás szerint első kategóriás bíró. A mexikói nemzetközi játékvezetők rangsorában, a világbajnokság sorrendjében többedmagával a 4. helyet foglalja el 3 találkozó szolgálatával. Az aktív nemzetközi játékvezetéstől 1990-ben búcsúzott. Válogatott mérkőzéseinek száma: 22, ebből európai válogatottaknak: 7.

#### Labdarúgó-világbajnokság

##### U20-as labdarúgó-világbajnokság
Szovjetunió rendezte az 5., az 1985-ös ifjúsági labdarúgó-világbajnokságot, ahol a FIFA JB hivatalnokként foglalkoztatta.

###### 1985-ös ifjúsági labdarúgó-világbajnokság
| Időpont             | Helyszín                 | Mérkőzés típusa              | Mérkőzés              | Eredmény | Nézők száma |
| ------------------- | ------------------------ | ---------------------------- | --------------------- | -------- | ----------- |
| 1985. augusztus 29. | Hrazdan Stadion, Jereván | csoportmérkőzés (A. csoport) | Magyarország–Bulgária | 1 – 1    | 17 000      |

---
A világbajnoki döntőhöz vezető úton Mexikóba a XIII., az 1986-os labdarúgó-világbajnokságra, illetve Olaszországba a XIV., az 1990-es labdarúgó-világbajnokságra a FIFA JB bíróként alkalmazta. Előselejtezőket a CONCACAF zónában vezetett. A FIFA JB elvárása szerint, ha nem vezetett, akkor partbíróként tevékenykedett. Három csoportmérkőzés közül az egyiken egyes számú besorolást kapott, játékvezetői sérülés esetén továbbvezethette volna a találkozót. A tizennegyedik világbajnokság döntőjét első Közép-Amerikaiként, első mexikóiként vezethette. Világbajnokságon vezetett mérkőzéseinek száma: 3.

##### 1986-os labdarúgó-világbajnokság

###### Selejtező mérkőzés
| Időpont           | Helyszín                   | Mérkőzés típusa                   | Mérkőzés         | Eredmény |
| ----------------- | -------------------------- | --------------------------------- | ---------------- | -------- |
| 1985. április 20. | Központi Stadion, Victoria | előselejtező (2. kör; 2. csoport) | Kanada–Guatemala | 2 – 1    |

| Időpont              | Helyszín                                 | Mérkőzés típusa                      | Mérkőzés                      | Eredmény | Nézők száma |
| -------------------- | ---------------------------------------- | ------------------------------------ | ----------------------------- | -------- | ----------- |
| 1989. május 28.      | Queen's Park Oval Stadion, Port of Spain | előselejtező (döntő csoport)         | Trinidad és Tobago–Costa Rica | 1 – 1    |             |
| 1989. szeptember 17. | Nemzeti Stadion, Tegucigalpa             | előselejtező (döntő csoport)         | Salvador–Amerika              | 0 – 1    | 3700        |
| 1989. október 30.    | Központi Stadion, Ramat Gan              | CONMEBOL/OFC rájátszás (2. mérkőzés) | Izrael–Kolumbia               | 0 – 0    | 50 000      |

###### Világbajnoki mérkőzés
Nemzetközi szakmai munkájának elismeréseként a FIFA JB megbízta a „csúcsok csúcsára”, a világbajnoki döntő dirigálására. Ő volt az első játékvezető, aki a döntő mérkőzésen kiállított játékost, kettőt is. Amikor az újságírók felvetették, hogy nem szerencsés egy uruguayi (mexikói) játékvezetőre bízni az argentin mérkőzést, ő azt nyilatkozta, hogy az uruguayok és az argentinok ugyan nem szeretik egymást, de ez őt nem fogja zavarni. A szaksajtó szerint igen is zavarta. A FIFA JB kommüniké kiemelte, hogy a mexikói játékvezető jelölése szinkronban van a FIFA JB új koncepciójával, amely nem afféle jutalomként a pályafutásuk legvégén járó játékvezetőket jutalmazza meg a nagy fontosságú mérkőzések vezetésével, hanem a fiatalabb, dinamikusabb bírógenerációt helyezi előtérbe. A játékvezető produkciója abszolút negatív értékelést kapott. A FIFA JB látva a labdarúgó játék dinamikusságát, lendületességét, rákényszerült arra, hogy olyan nemzetközi játékvezetői generáció váltást hajtson végre, ahol, akár a helyes ítéletek kárára, de fizikailag szinte tökéletesen egyben lévő sportembereket kíván foglalkoztatni. A labdarúgó sporttörténelem, sokak fájdalmára – korosztályi szűkítés – bebizonyította a koncepció helyességét.
| Időpont          | Helyszín                   | Mérkőzés típusa              | Mérkőzés            | Eredmény | Nézők száma |
| ---------------- | -------------------------- | ---------------------------- | ------------------- | -------- | ----------- |
| 1990. június 14. | Olimpiai Stadion, Róma     | csoportmérkőzés (A. csoport) | Olaszország–Amerika | 1 – 0    | 73 423      |
| 1990. július 1.  | San Paolo Stadion, Nápoly  | egyik negyeddöntő            | Anglia–Kamerun      | 3 – 2    | 55 205      |
| 1990. július 8.  | San Nicola Stadion, Torino | döntő                        | NSZK–Argentína      | 1 – 0    | 62 628      |

#### Olimpiai játékok
Az 1988. évi nyári olimpiai játékok labdarúgó tornájának végső szakaszán a FIFA JB bíróként alkalmazta.

##### 1988. évi nyári olimpiai játékok
| Időpont              | Helyszín                  | Mérkőzés típusa              | Mérkőzés           | Eredmény | Nézők száma |
| -------------------- | ------------------------- | ---------------------------- | ------------------ | -------- | ----------- |
| 1988. szeptember 17. | Daegu Civic Stadion, Tegu | csoportmérkőzés (A. csoport) | Svédország–Tunézia | 2 – 2    | 20 000      |

#### A magyar labdarúgó-válogatott mérkőzései (1902–1929)
| Időpont            | Helyszín                                            | Mérkőzés típusa              | Mérkőzés            | Eredmény | Nézők száma |
| ------------------ | --------------------------------------------------- | ---------------------------- | ------------------- | -------- | ----------- |
| 1985. december 14. | Luis Gutiérrez Dosal (La Bombonera) Stadion, Toluca | felkészülési (599. mérkőzés) | Mexikó–Magyarország | 2 – 0    | 35 000      |

## Sportvezetői pályafutás
Pályafutását befejezve a CONCACAF égisze alatt működő nemzetközi játékvezetők igazgatója. A  FIFA JB felkérésére több nemzetközi tornán volt a játékvezetők vezetője: az 1999-es női labdarúgó-világbajnokságon, az 1999-es ifjúsági labdarúgó-világbajnokságon,  az 1999-es konföderációs kupám valamint az 1999-es U17-es labdarúgó-világbajnokságon.

## Szakmai sikerek
A IFFHS (International Federation of Football History & Statistics) 1987-2011 évadokról tartott nemzetközi szavazásán 151, játékvezető besorolásával minden idők 98, legjobb bírójának rangsorolta, holtversenyben  Sálvio Spinola Fagundes Filho, Gamál al-Gandúr, Renato Marsiglia társaságában. A 2008-as szavazáshoz képest 24 pozíciót hátrább lépett.

## Családi információk
Édesapja José María Codesal maga is világhírű játékvezető volt. Codesal hazáját „elhagyva” Mexikóba költözött, feleségül vette a mexikói FIFA-tag, Javier Arriaga lányát, Seliát. Az após a vő aktív működésének idején tagja volt a FIFA Játékvezető Bizottságának (JB).

## Külső hivatkozások
- Edgardo Codesal Méndez. World Referee. [2012. október 6-i dátummal az eredetiből archiválva]. (Hozzáférés: 2014. június 27.)
- Edgardo Codesal Méndez. footballzz.com. (Hozzáférés: 2014. június 27.)
- Edgardo Codesal Méndez. footballdatabase.eu. (Hozzáférés: 2014. június 27.)
- Edgardo Codesal Méndez. football-lineups.com. (Hozzáférés: 2014. június 27.)
- Edgardo Codesal Méndez. eu-football.info. (Hozzáférés: 2014. június 27.)
- Edgardo Codesal Méndez. weltfussball.de. (Hozzáférés: 2014. június 27.)
- Edgardo Codesal Méndez. scoreshelf.com. [2015. április 5-i dátummal az eredetiből archiválva]. (Hozzáférés: 2015. április 4.)